# ستاری شاخوو

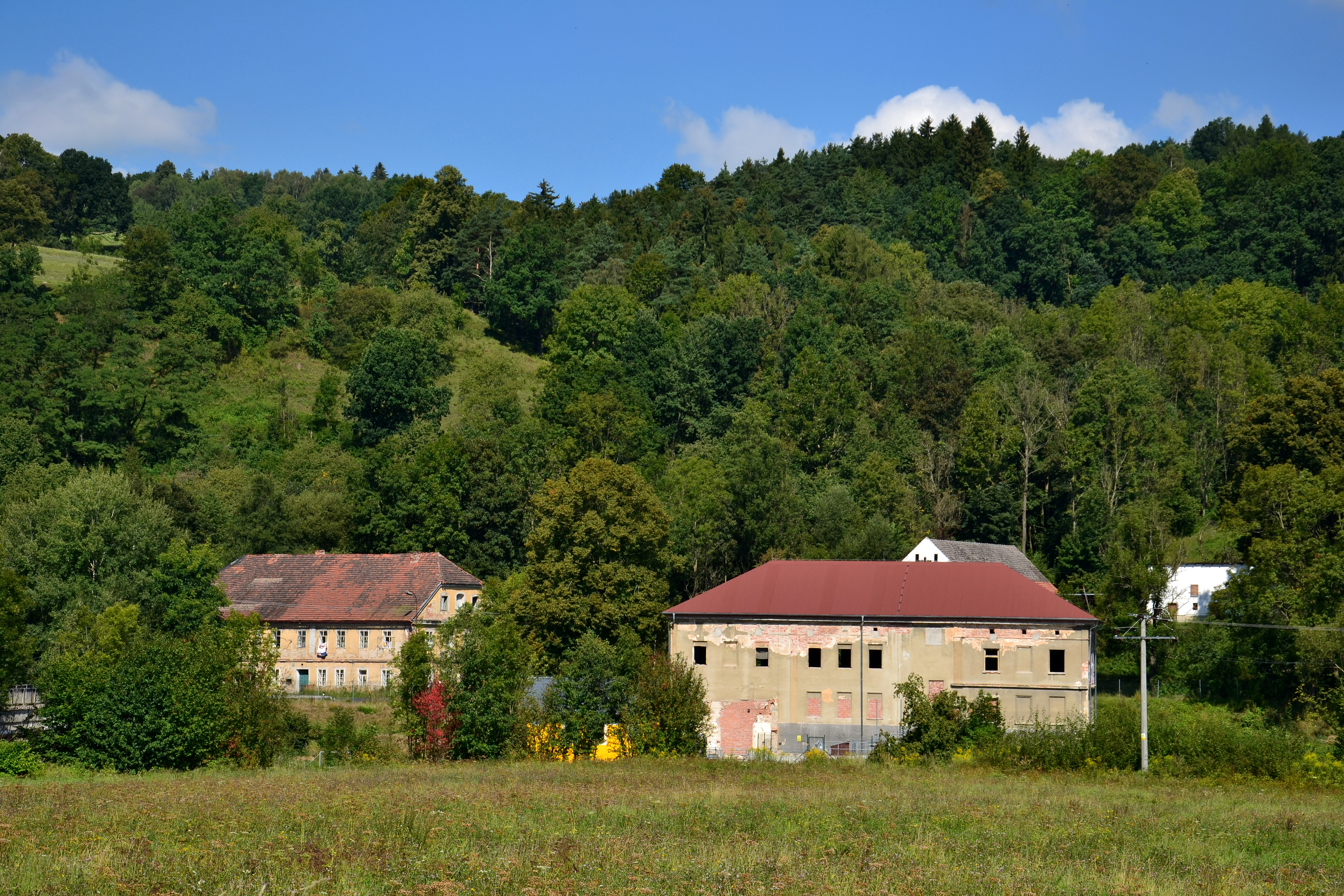
منطقه مسکونی ستاری شاخوو

ستاری شاخوو (به لاتین: Starý Šachov) یک منطقهٔ مسکونی در جمهوری چک است که در ناحیه دیتشین واقع شده‌است. ستاری شاخوو ۳٫۴۲ کیلومتر مربع مساحت و ۱۹۸ نفر جمعیت دارد.